# 주오구 (도쿄도)
주오구(일본어: 中央区 주오쿠[*])는 일본 도쿄도의 심장부에 있는 특별구 중 하나이다.
에도 시대에는 각 지방으로 가는 길의 기점인 된 다리 니혼바시(日本橋)가 만들어지고 그 주변의 니혼바시 지역은 상업 지역으로 발전했다. 현재도 니혼바시 지역 일본은행 본점, 도쿄 증권거래소 등 일본 경제의 중추와 미쓰코시 본점, 다카시마야 도쿄점 등 일본을 대표하는 백화점이 집중하고 있다.
또 일본을 대표하는 고급 상가인 긴자(銀座), 전국에서 생선류가 모이는 쓰키지 시장도 주오구에 있다.

## 지리
주오구는 도쿄의 중심 지역으로 5개의 특별구(지요다구, 미나토구, 다이토구, 스미다구, 고토구)에 둘러싸여 있다.
행정적으로 주오구는 3개의 구역(니혼바시, 교바시, 쓰키시마)으로 나뉜다. 니혼바시와 교바시는 도쿄역 동쪽의 두드러진 상업 지역으로 긴자, 쓰키지와 같은 유명한 지구들이 있다. 쓰키시마는 도쿄만에 의해 분리되어 있으며 콘도 건물이 주를 이룬다.
제2차 세계 대전까지 이 지역은 강과 운하가 교차하던 지역으로 작은 배가 주요 교통 수단으로 사용되었다. 전쟁 후 이 수로들이 새로운 도로와 건물, 고속도로 건설을 위해 매립되었다. 그러나 이전의 수로들은 특별구 내의 많은 지구들의 경계선의 기준이 되었다. 스미다강은 구의 동쪽 경계를 이룬다.
주오구는 도쿄에서 다이토구에 이어 두 번째로 작은 구이다.

## 역사
- 1612년 - 쇼군 도쿠가와 이에야스는 에도를 일본의 사실상의 수도로 만들 계획을 세우고 도쿄와 간사이 지방을 연결하는 주요 도로인 도카이도의 동쪽 끝 주변으로 새로운 상업 지구를 건설하기 시작했다. 에도 시대에 이 지역은 에도마치로 불렸고 에도의 중심이었다. 이 지역의 대부분은 쇼군에 의해 매립되기 전에는 스미다강의 모래 삼각주였다.
- 1657년 - 도시가 불타버린 후에 이 지역에는 더 많은 해상 무역을 위해 더 많은 수로가 다시 계획되었다.
- 1869년 - 외국인 정착지가 쓰키지에 세워졌다. 이것은 1899년까지 계속되었다.
- 1872년 - 긴자 지역에 화재가 발생했다. 화재 후에 도쿄시장은 북쪽의 니혼바시와 남쪽의 신바시 사이의 긴자에 현대적인 유럽 스타일의 상업 지구를 다시 계획하였다.
- 1878년 - 새 지방단체법에 따라 현재의 주오구 지역에 도쿄시 하의 니혼바시구와 교바시구가 설치되었다.
- 1945년 - 일본의 2차 대전 패배 이후, 몇 개의 건물이 연합군 최고사령부에 인수되어 점령군의 공급 기지 역할을 했다. 이들로는 하토리 와치사, 마쓰야 백화점, 도시바 건물이 포함된다. 이 건물들은 1951년에 일본에 반환된다.
- 1947년 5월 3일 - 지방자치법 시행으로 주오구는 도쿄의 특별구가 되었다.

## 지역

### 니혼바시 지구(日本橋地区)
- 니혼바시 - 전통적인 상업 중심지로 다카시야마(高島屋) 백화점이 있다.
- 니혼바시오덴마초(日本橋大伝馬町)
- 니혼바시카키가라초(日本橋蛎殻町)
- 니혼바시카부토초(日本橋兜町) - 도쿄 증권거래소가 있다.
- 니혼바시카야바초(日本橋茅場町)
- 니혼바시코덴마초(日本橋小伝馬町)
- 니혼바시코부나초(日本橋小舟町)
- 니혼바시토미자와초(日本橋富沢町)
- 니혼바시나카스(日本橋中洲)
- 니혼바시닌교초(日本橋人形町)
- 니혼바시하코자키초(日本橋箱崎町) - 도쿄 시티에어터미널이 있다.
- 니혼바시하마초(日本橋浜町)
- 니혼바시바쿠로초(日本橋馬喰町)
- 니혼바시히사마쓰초(日本橋久松町)
- 니혼바시호리도메초(日本橋堀留町)
- 니혼바시혼고쿠초(日本橋本石町) - 일본은행이 있다.
- 니혼바시혼초(日本橋本町)
- 니혼바시무로마치(日本橋室町) - 미쓰코시 백화점이 있다.
- 니혼바시요코야마초(日本橋横山町)
- 히가시니혼바시(東日本橋)

### 교바시 지구(京橋地区)
- 아카시초(明石町)
- 이리후네(入船)
- 교바시(京橋)
- 긴자(銀座) - 도쿄 최고의 상류층 쇼핑 지구로 마쓰야(松屋), 마쓰자카(松坂屋), 미쓰코시(三越), 와코(和光)와 프린템프스 백화점, 가부키자 극장이 있다. 밤에 긴자는 네온 사인이 화려하게 빛난다. 술집이 많이 있다.
- 신카와(新川) - 스미다강에 있는 유명한 다리 에이타이교(永代橋)가 있다.
- 신토미(新富)
- 쓰키지(築地) - 주오구청이 있다. 거대한 수산 도매시장이 있어 스시를 먹으러 많이 온다. 츠키지혼간지의 조도신수가 있는 곳이다.
- 하초보리(八丁堀) - 에도 막부 때 경찰서가 있었다.
- 하마리큐 정원(浜離宮庭園) - 하마리큐 은사정원(浜離宮恩賜庭園)이 있다. 예전에는 고후 다이묘의 영지였고 이후 궁내청 관할이 되었다.
- 미나토(湊)
- 야에스(八重洲) - 도쿄역 동쪽에 있는 지구이다. 도쿄역의 야에스 쪽은 신칸센의 종점이다.

### 쓰키시마 지구(月島地区)
- 하루미(晴海) - 하루미 승객터미널이 있다.
- 가치도키(勝どき) - 스미다강의 가치도키교가 이곳에 있다.
- 쓰키시마(月島)
- 쓰쿠다(佃) - 스미요시 신사(住吉神社)가 있다.
- 도요미초(豊海町)

## 경제

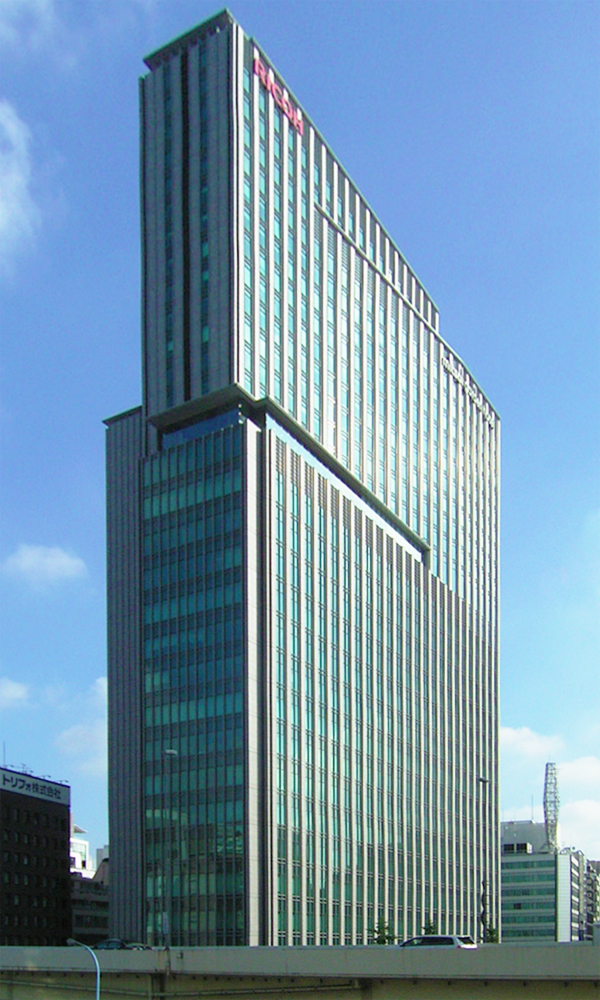
리코 빌딩

리코의 본사 건물이 이곳에 있다. 본사 건물은 25층으로 긴자 지역에 있다. 스미모토 그룹의 본사가 주오구의 하루미 아일랜드 트리톤 스퀘어 타워에 있다. 미쓰이 부동산의 본사 또한 이곳에 있다.
도쿄팝의 일본 지사가 이곳에 있다. 1990년대 후반 이래 지오시티의 일본 지사가 니혼바시의 니혼바시하코자키 빌딩에 있다.

## 교통

### 철도
- 도쿄도 교통국(도에이 지하철)
  - 아사쿠사선
    - (미나토구) - 히가시긴자역 - 다카라초역 - 니혼바시역 - 닌교초역 - 히가시니혼바시역 - (다이토구)
- 도쿄 메트로
  - 히비야선
    - (지요다구) - 긴자역 - 히가시긴자역 - 쓰키지역 - 핫초보리역 - 가야바초역 - 닌교초역 - 고덴마초역 - (지요다구)

  - 긴자선
    - (미나토구) - 긴자역 - 교바시역 - 니혼바시역 - 미쓰코시마에역 - (지요다구)

  - 마루노우치선
    - (지요다구) - 긴자역 - (지요다구)

  - 도자이선
    - (지요다구) - 니혼바시역 - 가야바초역 - (고토구)

  - 한조몬선
    - (지요다구) - 미쓰코시마에역 - 스이텐구마에역 - (고토구)